# Cupidesthes unicolor
Cupidesthes unicolor är en fjärilsart som beskrevs av Aurivillius 1923. Cupidesthes unicolor ingår i släktet Cupidesthes och familjen juvelvingar. Inga underarter finns listade i Catalogue of Life.